# Norjarl (schip, 1974)
De Blackford Dolphin is een halfafzinkbare boorplatform en eigendom van Dolphin Drilling met het hoofdkantoor in Schotland. Het is een platform van het type Aker H-3 en in 1974 gebouwd als Norjarl door Aker Verdal en afgebouwd bij Bergen Mekaniske Verksted.
Na overname door Odeco in 1982 werd het platform Ocean Liberator genoemd. In 1992 werd Odeco overgenomen door wat daarna Diamond Offshore zou worden. In 2005 nam Fred. Olsen het platform over als Blackford Dolphin. In 2018 werd de naam veranderd in Dolphin Drilling.
In 2006-07 een zeer grote diepwater upgrade gehad op de werf van Keppel Verolme in Rotterdam. Voor de upgrade kon de Blackford Dolphin boren tot een maximale waterdiepte van 200 meter, nu kan het boren tot 2100 meter. Tevens is het operationele leven nu met 20 jaar verlengd. Het gehele project heeft naar schatting 400 miljoen US dollar gekost.